# San Marino na Letnich Igrzyskach Olimpijskich 2020
San Marino na Letnich Igrzyskach Olimpijskich 2020 – występ kadry sportowców reprezentujących San Marino na igrzyskach olimpijskich, które odbyły się w Tokio w Japonii, w dniach 23 lipca - 8 sierpnia 2021 roku.  
Reprezentacja San Marino liczyła pięciu zawodników (2 kobiety i 3 mężczyzn), którzy wystąpili w 4 dyscyplinach. To piętnasty z kolei udział tego kraju w letnich igrzyskach.
Podczas Letnich Igrzysk Olimpijskich 2020 San Marino zdobyło swój historycznie pierwszy medal olimpijski: brąz w trapie indywidualnym wywalczyła Alessandra Perilli. Dwa dni później Perilli i jej partner Gian Marco Berti zdobyli kolejny medal w trapie drużyn mieszanych, tym razem srebrny. 

## Zdobyte medale
| Medal  | Zawodnik                            | Dyscyplina  | Konkurencja         | Rezultat   | Data       |
| ------ | ----------------------------------- | ----------- | ------------------- | ---------- | ---------- |
| Srebro | Gian Marco Berti Alessandra Perilli | Strzelectwo | Trap                | 40 punktów | 31 lipca   |
| Brąz   | Alessandra Perilli                  | Strzelectwo | Trap                | 29 punktów | 29 lipca   |
| Brąz   | Myles Nazem Amine                   | Zapasy      | Styl wolny do 86 kg | 4-2        | 5 sierpnia |

## Reprezentanci
| Zawodnik          | Data urodzenia         | Dyscyplina  |
| ----------------- | ---------------------- | ----------- |
| Myles Nazem Amine | 14 grudnia 1996(dts)   | Zapasy      |
| Gian Marco Berti  | 11 listopada 1982(dts) | Strzelectwo |
| Paolo Persoglia   | 28 kwietnia 1994(dts)  | Judo        |

| Zawodniczka        | Data urodzenia        | Dyscyplina  |
| ------------------ | --------------------- | ----------- |
| Alessandra Perilli | 1 kwietnia 1988(dts)  | Strzelectwo |
| Arianna Valloni    | 10 kwietnia 2001(dts) | Pływanie    |

## Wyniki

### Judo
| Zawodnik        | Konkurencja | 1/16                | 1/8                 | Ćwierćfinał         | Półfinał            | Repasaże            | Finał / 3.miejsce   | Finał / 3.miejsce | Źródła |
| Zawodnik        | Konkurencja | Przeciwniczka Wynik | Przeciwniczka Wynik | Przeciwniczka Wynik | Przeciwniczka Wynik | Przeciwniczka Wynik | Przeciwniczka Wynik | Pozycja           | Źródła |
| --------------- | ----------- | ------------------- | ------------------- | ------------------- | ------------------- | ------------------- | ------------------- | ----------------- | ------ |
| Paolo Persoglia | -90 kg (m)  | van ’t End P 00-10  | NQ                  | NQ                  | NQ                  | NQ                  | NQ                  | 17.               | [ 1 ]  |

### Pływanie
| Zawodnik        | Konkurencja         | Eliminacje | Eliminacje | Półfinał | Półfinał | Finał | Finał   | Źródło      |
| Zawodnik        | Konkurencja         | Czas       | Miejsce    | Czas     | Miejsce  | Czas  | Miejsce | Źródło      |
| --------------- | ------------------- | ---------- | ---------- | -------- | -------- | ----- | ------- | ----------- |
| Arianna Valloni | 800 m dowolnym (k)  | 8:54,78    | 29.        | N/A      | N/A      | NQ    | NQ      | [ 2 ] [ 3 ] |
| Arianna Valloni | 1500 m dowolnym (k) | 16:54,64   | 32.        | N/A      | N/A      | NQ    | NQ      | [ 4 ] [ 5 ] |

### Strzelectwo
| Zawodnik                            | Konkurencja | Kwalifikacje | Kwalifikacje | Finał | Finał   | Źródło              |
| Zawodnik                            | Konkurencja | Wynik        | Pozycja      | Wynik | Pozycja | Źródło              |
| ----------------------------------- | ----------- | ------------ | ------------ | ----- | ------- | ------------------- |
| Alessandra Perilli                  | trap (k)    | 122          | 2.           | 29    | brąz    | [ 6 ] [ 7 ]         |
| Gian Marco Berti                    | trap (m)    | 121          | 18.          | NQ    | NQ      | [ 8 ]               |
| Alessandra Perilli Gian Marco Berti | trap mikst  | 148+0        | 2.           | 40    | srebro  | [ 9 ] [ 10 ] [ 11 ] |

### Zapasy
| Zawodnik    | Konkurencja                | Kwalifikacje     | 1/8              | Ćwierćfinał      | Półfinał         | Repesaż 1        | Finał            | Finał   | Źródło |
| Zawodnik    | Konkurencja                | Przeciwnik Wynik | Przeciwnik Wynik | Przeciwnik Wynik | Przeciwnik Wynik | Przeciwnik Wynik | Przeciwnik Wynik | Pozycja | Źródło |
| ----------- | -------------------------- | ---------------- | ---------------- | ---------------- | ---------------- | ---------------- | ---------------- | ------- | ------ |
| Myles Amine | -86 kg mężczyzn styl wolny | N/A              | Izquierdo W 12-2 | Taylor P 2-12    | NQ               | Szabanow W 2-0   | Punia W 4-2      | brąz    | [ 12 ] |